# Aten
| i | t · n | N5 |

| i | t · n | N5 |

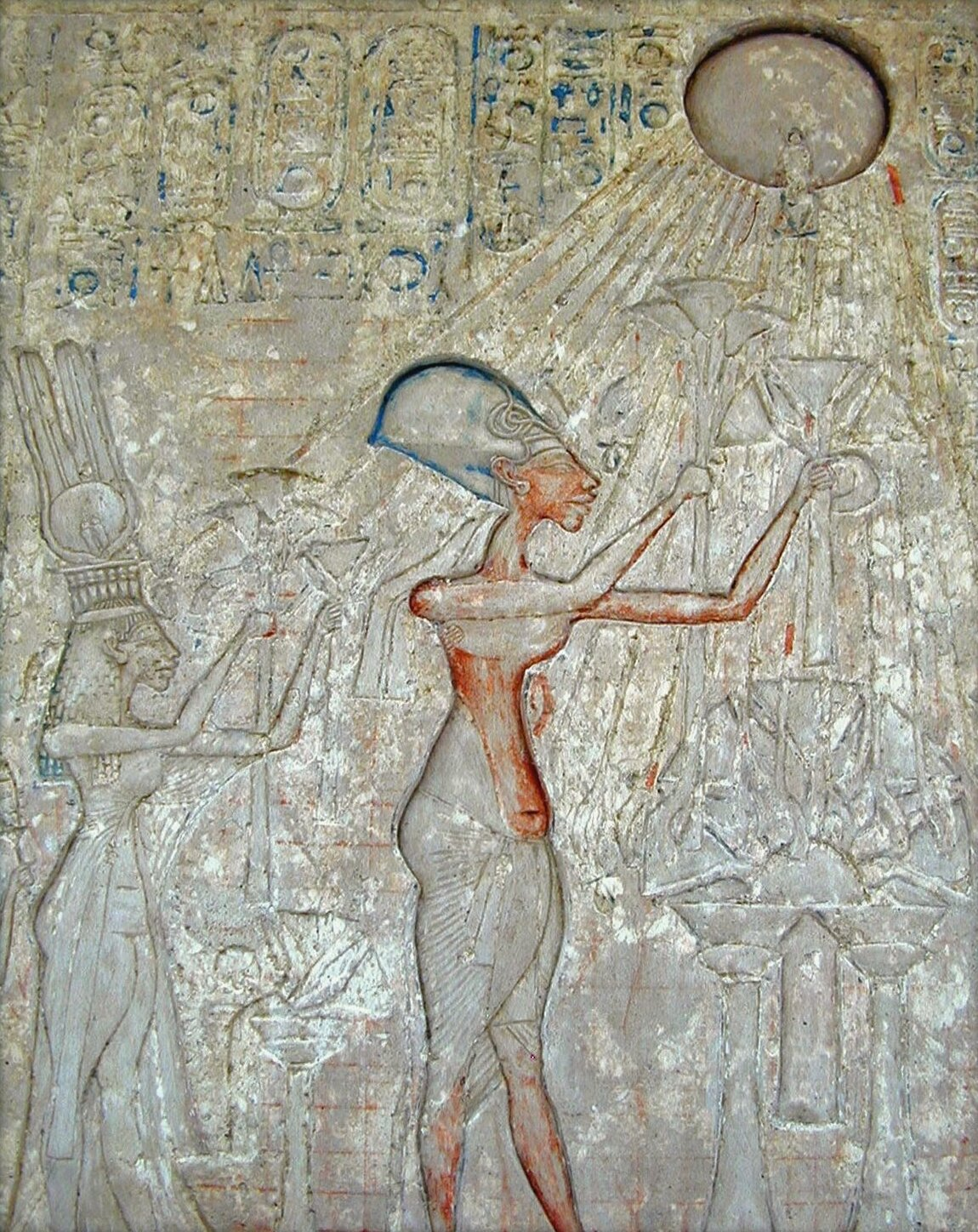
Aton

Atèn o Aton és el déu del sol en mitologia egípcia antiga, i és representat pel disc del sol. La seva adoració va ser instituïda com la base per a la religió en base monoteista per Amenhotep IV (després anomenat Akhenaton, el que agrada a Aton). El fenomen s'anomenaria Atenisme o l'heretgia d'Amarna.
Veure a Aten com un déu d'Akhenaten és realment una simplificació. Aten és el nom donat al disc solar, mentre que el títol complet del déu d'Akhenaten era el Ra-Horus, qui sorgeix en l'horitzó de la llum que és el disc del sol. (Aquest és el nom del títol del déu, ja que apareix a les nombroses esteles que foren col·locades per marcar els límits de la nova capital d'Akhenaten a Tell al-Amarna.)
Aquest nom tan llarg va ser sovint escurçat al de Ra-Horus-Aten a Aten just en molts textos, però el déu que Akhenaten havia creat com a suprem estava fet d'una síntesi d'idees molt antigues vistes d'una altra manera. En detall, no fou representat en forma antropomorfa, sinó com els rajos de la llum que s'estenien del disc del sol. A més, el nom del déu va ser escrit dintre d'un cartutx, junt amb els títols donats normalment a un faraó, una altra ruptura amb la tradició antiga.
Aten primer apareix en els textos que daten de la dotzena dinastia, en la història de Sinuhe. Ra-Horus és una síntesi de dos altres déus, que es troben des molt antic. Durant el període d'Amarna, aquesta síntesi fou considerada com la font invisible de l'energia del déu del sol, de qui la manifestació visible era Aten, el disc solar.
Així Ra-Horus-Aten era un desenvolupament de les antigues idees que varen venir gradualment. El veritable canvi és l'abandó evident de la resta dels déus a l'adveniment d'Akhenaten. Això és realment evident en el gen himne a Aten.
Aquest nou déu es comunicava directament amb el faraó, per tant la classe sacerdotal no era ja necessària. I a poc a poc, el mateix faraó va acabar amb els altres deus, prohibint el seu culte i eliminant els temples, fins que Aten esdevingué l'únic déu. La classe dirigent va adoptar per convicció o per la força la nova religió però es creu que no es va estendre al poble.
La religió es va acabar a la mort del faraó vers el 1345/1335 aC, amb una ràpida reversió a la situació anterior amb predomini del déu Ammon, i amb molts déus, i una classe sacerdotal molt important i poderosa.